# لويس غينسبيرغ
لويس غينسبيرغ (بالإنجليزية: Louis Ginsberg)‏ هو شاعر أمريكي، ولد في 1 أكتوبر 1895 في نيوآرك في الولايات المتحدة، وتوفي في 6 يوليو 1976.